# Ctenospondylus

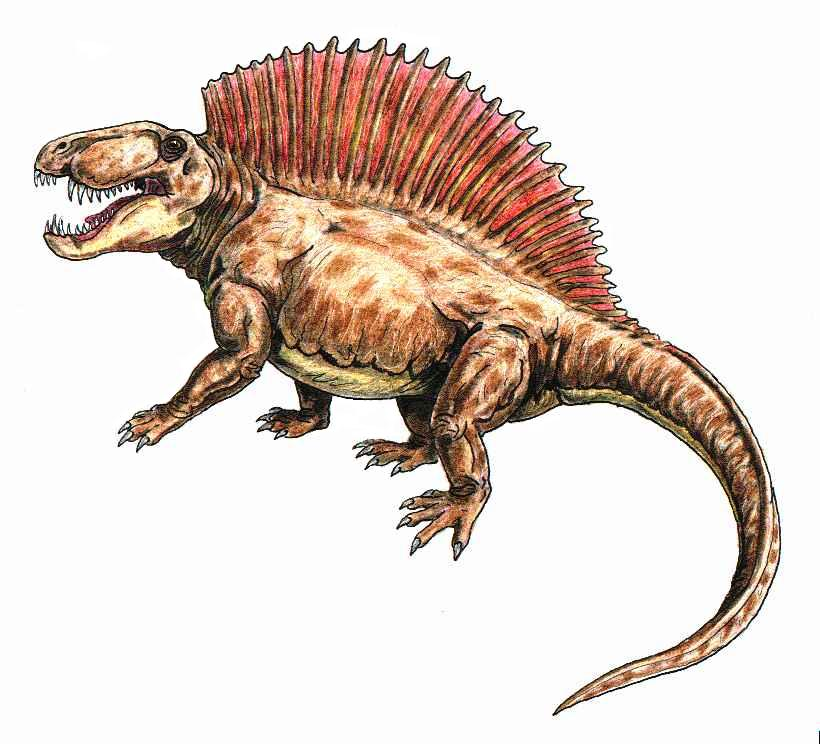
Реконструкція

Ctenospondylus («гребінчастий хребець») — вимерлий рід сфенакодонтових синапсид.
Види були близько трьох метрів завдовжки. Рід відомий лише з фаунахрону наземних хребетних 'Seymouran', який еквівалентний верхній частині артинського етапу та найнижчому кунгурському етапу ранньо-пермського періоду. Його скам'янілості були знайдені в американських штатах Огайо і Техас. Він був м'ясоїдним і полює на тварин, близьких до свого розміру. Ctenospondylus мав довгий хвіст, короткі спинні шипи та дуже глибокий, але вузький череп з масивними щелепами з гострими зубами. Через свій великий розмір він, ймовірно, був найкращим хижаком у своєму середовищі та міг конкурувати з іншими хижаками, такими як диметродон, за їжу. Сфенакодонтид, він був близьким родичем диметродона.